# RTL Telekids
RTL Telekids est une chaîne de télévision pour enfants de RTL Nederland, qui peut être reçue numériquement. RTL Telekids était également un bloc jeunesse sur la chaîne de télévision RTL 8 jusqu'au 1er janvier 2021. Tout comme le reste de la famille néerlandaise RTL, RTL Telekids est officiellement une chaîne luxembourgeoise qui n'a donc soumise pas à la régulation sur la loi néerlandaise sur les médias. Le Luxembourg n'ayant pas de véritable régulateur, la chaîne n'est pas non plus supervisée.

## Bloc jeunesse

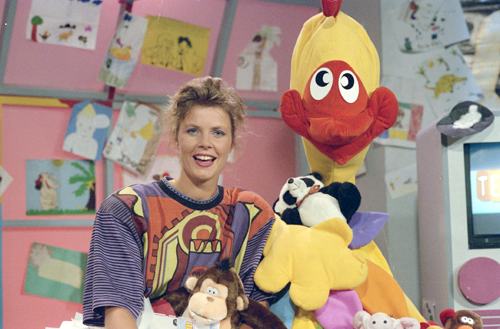
Irene Moors sur Telekids en 1990

Du 12 octobre 1989 au 2 octobre 1999, RTL 4 a diffusé le bloc pour enfants Telekids de 6h à 12h. L'émission était présentée par Irene Moors, rejoint en 1993 par Carlo Boszhard.
Le 19 août 2010, RTL a indiqué que le nom RTL Telekids serait utilisé pour un nouveau bloc jeunesse sur RTL 8. Une grande différence avec l'ancien Telekids est que la diffusion n'est plus effectuée par un présentateur d'un studio.

Logo de 2010 à 2017

À l'origine, le bloc devait commencer le 4 octobre 2010. Le 1er octobre, cependant, une collision a eu lieu sur l'A59 dans laquelle une femme et trois enfants sont morts alors qu'ils se rendaient à Efteling, où des enregistrements auraient lieu pour l'émission De Schatkamer, qui fait partie de RTL Telekids. C'est pourquoi le démarrage de RTL Telekids a été reporté de deux semaines au 18 octobre 2010 par respect pour les victimes.
Depuis le 1er mai 2016, RTL 8 est diffusé sur la TNT sur l'émetteur de Dudelange au Luxembourg, remplaçant M6 Boutique & Co (qui avait repris la fréquence vacante de Air, l'autre télé).
Par ailleurs, un second bloc pour enfants nommé RTL B.O.Z. (Boys Op Zeven) a été diffusé sur RTL 7, de 6h30 à 9h à partir du 16 avril 2016, visant, comme son nom l'indique, les garçons de 7 ans et plus, soit une tranche d'âge au dessus de RTL Telekids,.
Le 1er janvier 2021, les blocs jeunesses (RTL Telekids sur RTL 8 et RTL BOZ sur RTL 7) ont été supprimés. Du téléachat est diffusé à la place,. La version 24h de RTL Telekids continue sa diffusion, mais elle n'est disponible que dans les bouquets supérieurs des opérateurs de télévision.

## Chaîne numérique

Logo de 2017 à 2023

La chaîne numérique RTL Telekids peut être reçue via Ziggo et Caiway depuis le 3 septembre 2012, et elle peut également être reçue via KPN et Telfort depuis le 1er juillet 2015. C'est la troisième chaîne numérique de RTL.
| Diffusion |                                                  |
| Câble     | Ziggo : 312 Caiway : 119                         |
| IPTV      | KPN : 59 T-Mobile : 170 Tele2 : 216 Stipte : 407 |
| Satellite | Canal Digitaal : 62                              |

## Collaboration avec Studio 100
À la suite d'un partenariat officiel, les programmes Studio 100 sont également diffusés sur RTL Telekids depuis le 1er février 2016.

## Présentateurs
- Yvonne Coldeweijer : 2010-2013 (comme Keet)
- Janouk Kelderman : 2013-2017 (comme Keet)
- Patrick Martens : 2013-2017 (également Koen)
- Ruben Dingemans : depuis 2012
- Mathijs Vrieze : depuis 2015
- Ingrid Jansen : depuis 2015
- Pauline Luth : depuis 2015
- Curt Fortin : 2010-2012
- Couvertures Felice : 2010-2012
- Jon Karthaus : 2011
- Jeroen Kijk in de Vegte : Voix off - depuis 2010-aujourd'hui